# Gare de Giorgio
Gare de Giorgio vasútállomás Franciaországban, Lumio településen.

## Vasútvonalak
Az állomást az alábbi vasútvonalak érintik:
- Ponte-Leccia-Calvi-vasútvonal

## Kapcsolódó állomások
A vasútállomáshoz az alábbi állomások vannak a legközelebb:
- Gare du Club-Med Cocody
- Gare de Lumio-Arinella